# The Flower of the Ranch
The Flower of the Ranch è un cortometraggio muto del 1910, scritto, prodotto, interpretato e diretto da Gilbert M. 'Broncho Billy' Anderson.

## Produzione
Il film fu prodotto dalla Essanay Film Manufacturing Company. Venne girato in California, a Santa Barbara.

## Distribuzione
Distribuito dall'Essanay, il film - un cortometraggio di una bobina - uscì nelle sale cinematografiche USA il 26 marzo 1910.